# Karel Sprey
Karel Sprey (Alphen aan den Rijn, 21 juli 1897 – Zwolle, 4 september 1979) was een Nederlands classicus, docent en schrijver. Hij is vooral bekend van zijn boeken over het Romeinse Rijk.

## Biografie
Karel Sprey werd in 1897 geboren in Alphen aan den Rijn. Hij was zoon van de houthandelaar Jetse Sprey en van Everdina Wilhelmina van Hellemond. De Alphense houthandel Sprey bestaat nog steeds, sinds 1883.
In 1916 begon Sprey aan zijn studie Klassieke letteren aan de Vrije Universiteit Amsterdam. In 1923 haalde hij er zijn doctoraal, en in 1928 promoveerde hij er. Zijn proefschrift ging over de politieke filosofie van Marcus Tullius Cicero.
Sprey werd docent klassieke talen, later conrector, aan het Christelijk Lyceum te Hilversum. Vermoedelijk heeft hij daar les gegeven aan de latere minister-president Joop den Uyl, die de school bezocht van 1931 tot 1936.
Sprey was gehuwd met Maria Elisabeth de Planque. Zij kregen een dochter en twee zoons. Hun eerste zoon Jetse (1925-2019) werd als dienstplichtige in 1945 ingezet in Java, studeerde sociale geografie in Amsterdam en promoveerde in de sociologie aan Yale University. Hij verhuisde naar Ohio; zijn loopbaan was gericht op academisch onderzoek naar familietheorie. Hun tweede zoon, B.J.A. (1927-2001) werd advocaat, en later rechter in Zwolle.
Tijdens de Duitse bezetting was Sprey in Hilversum actief als verzetsman, met name in de hulpverlening aan Joodse onderduikers. Volgens zijn zoon Jetse ambieerde Sprey een aanstelling aan de universiteit. Tijdens de bezetting werd hem een aanstelling aangeboden, maar accepteerde hij die niet, omdat de positie beschikbaar was gekomen nadat de Joodse hoogleraren van de universiteit waren verwijderd.

## Werken
- (la) De M. Tullii Ciceronis politica doctrina (1928). Dissertatie.
- Dr. Jan Willem Berkelbach van der Sprenkel (1935). De pelgrimstocht der menschheid ~ Geïllustreerde wereldgeschiedenis van de oudste tijden tot op heden. Met bijdragen van Dr. J.S. Bartstra, Dr. C.D.J. Brandt, Prof. Dr. D. Cohen, Dr. F.L. Ganshof, Dr. H. Enno van Gelder, Prof. Dr. P. Geyl en Dr. K. Sprey.
- Bloemlezing uit de vierde en vijfde decade van T. Livius (1935). Met inleiding en aantekeningen door Dr. R.J. Dam en Dr. K. Sprey.
- Marcus Tullius Cicero. Een biographie (1938). Gearchiveerd op 23 maart 2023. Ook uitgegeven in het Duits.
- De weg van Hellas (1940). Gearchiveerd op 4 maart 2023.
- De antieke wereldzee (1946).
- Homerus (1949).
- Het Hellenisme (1950). Zes voordrachten gehouden op de conferentie van de Wetenschappelijke Sectie van het Nederlands Klassiek Verbond te Amersfoort op 29 Augustus-1 September 1949 door Antoon Gerard Roos, Jan Coenraad Kamerbeek, pater Dr M. van Straaten OESA, Alexander Willem Byvanck, Karel Sprey, J. van Gelder.
- Cicero. Een bloemlezing uit zijn redevoeringen, brieven en andere werken (1950).
- Gedenkboek Christelijk Lyceum Hilversum 1920-1950 (1950), "De betekenis van het christelijk beginsel voor het geschiedenisonderwijs aan de christelijk middelbare school".
- De middelbare school in de gemeenschap (1951).
- A.A.M. van der Heyden (1958). Atlas van de antieke wereld. Met bijzondere medewerking van K. Sprey, A.R.A. van Aken en Dr. Calasanctius.
- Het rijk van Rome (1959).
- Jaap ter Haar, Dr. K. Sprey (1961). Het Romeinse keizerrijk.
- Theodor Mommsen (1966). Romeinse geschiedenis [1854-1885]. Ingeleid door Eduard Norden. Vertaald door John Kooy. Inleiding bij de Nederlandse vertaling door Karel Sprey.
- Leerboek voor Oude Geschiedenis (1967).
- Hannibal (1970).